# Ищенко, Андрей Венедиктович
Ищенко Андрей Венедиктович (Ishchenko Andrey Venedictovich) (20 августа 1937, с. Ободовка — 2 июня 2005, Киев) — украинский оперный певец (тенор), солист Киевского оперного театра, Заслуженный артист УССР.

## Биография
Родился 20 августа 1937 года в с. Ободовка, Винницкой области, Тростянецкого района. В 1959—1965 годах обучался в Киевской консерватории в классе Риммы Андреевны Разумовой.
В 1964—1985 годах — солист Киевского театра оперы и балета.
В 1968 году удостоен звания Заслуженного артиста УССР.
В 1985 году оставил сцену по состоянию здоровья.
С 1986 по 1988 год — преподаватель кафедры теории и методики постановки голоса Киевского государственного педагогического института им. М. Горького (сейчас Национальный педагогический университет имени М. Драгоманова).
С 1988 по 1991 год — заведующий кафедрой теории и методики постановки голоса Киевского государственного педагогического института им. М. Горького.
Умер 2 июня 2005 года после продолжительной болезни. Похоронен на Совском кладбище Киева.

## Семья
Жена — Ищенко (Щербина) Вера Николаевна (род. 25.10.44), концертмейстер Оперной студии Киевской консерватории. 
Дети: дочь — Ищенко Александра Андреевна (род. 29.07.1965), сын — Ищенко Максим Андреевич (род. 20.03.1968).
Внуки: Ищенко Елизавета Максимовна (род. 18.09.1992) и Ищенко Илья Сергеевич (род. 15.11.1993).

## Репертуар
- Денис, опера «Купальная искра», Б. Подгорецкого, 1963.
- Марио Каварадосси [2], опера «Тоска» (Tosca) Дж. Пуччини, 1965.
- Ленский, опера «Евгений Онегин» П. И. Чайковского.
- Альфред, опера «Травиата» Дж. Верди.
- Вертер, опера «Вертер» Ж. Массне.
- Едгар, Артур, опера «Лючия ди Ламмермур» Г. Доницетти.
- Герман Ариозо, опера «Пиковая дама» П. И. Чайковского, (1966).
- Василь[3], опера «Милана» Г. Майбороды, 1967.
- Богун[4], опера «Богдан Хмельницкий» К. Данькевича, 1967.
- Петро[5], опера «Наталка Полтавка» Н. Лысенко, 1967.
- Гнат, опера «Полководец» Б. Лятошинского 1970.
- Кавалер де Грие, опера «Манон» Ж. Массне, 1975.

Исполнял также эстрадные и народные украинские, русские и неаполитанские песни.

## На телеэкране
- Художественный фильм «Театр и поклонники», 1967.
- Телефильм «Мастера искусств Украины», 1970.
- Художественный фильм «Смеханические приключения Тарапуньки и Штепселя» [6], 1970.
- Документальный фильм «Мой папа — оперный певец» [7], 2011.

## Аудиозаписи
- «Пливе моя душа». Памяти Андрея Ищенко (К 70-летию со дня рождения, DVD+CD, 2007)[8].